# Eloain Lovis Hübner
Eloain Lovis Hübner (* 1993 in Bremerhaven) ist eine deutsche nichtbinäre Person, die in der Komposition Neuer Musik tätig ist.

## Biografie
Eloain Lovis Hübner studierte Komposition in Köln, Dresden und Oslo u. a. bei Johannes Schöllhorn, Manos Tsangaris, Stefan Prins und Trond Reinholdtsen sowie Angewandte Theaterwissenschaft in Gießen u. a. bei Heiner Goebbels. Seit 2017 lehrt Hübner an verschiedenen Instituten u. a. an der Justus-Liebig-Universität Gießen, der Akademie für Darstellende Kunst Baden-Württemberg sowie der Hochschule für Musik Weimar. 2021 bis 2024 übernahm Hübner die künstlerische Leitung des Musik 21 Festivals in Niedersachsen. Kulturpolitische Aktivitäten führten Hübner in den Sprecherkreis des Netzwerks Freies Musiktheater (seit 2023) und in die Initiative Neue Musik Berlin (seit 2024 Vorstandsvorsitz).
Eloain Lovis Hübners kompositorisches Schaffen umfasst Orchester- und Ensemblewerke, Kammermusik, Werke für Chor und Gesang und Musiktheaterwerke. Hübners Werke wurden von zahlreichen Ensembles aufgeführt, u. a. von Ensemble Modern, Decoder Ensemble, LUX:NM, Klangforum Wien, Airborne Extended, Schallfeld Ensemble, NAMES Ensemble, Ensemble Lemniscate, Ensemble Proton Bern, Arditti Quartet, Kompopolex, HANATSUmiroir, Auditivvokal Dresden und Vokalensemble Zürich.
Ein besonderer Arbeitsschwerpunkt von Eloain Lovis Hübner liegt auf dem Bereich Musiktheater, Performance und inter-/transdisziplinäre Projekte. In diesem Zusammenhang arbeitet Hübner regelmäßig spartenübergreifend u. a. mit Kapitolina Tsvetkova (Szenographie, Instrumentenbau, Regie), Raphael Jacobs (Kostüm, Text, Regie), Johannes Schropp (Performance, Regie) oder Tassilo Tesche (Szenographie) zusammen. 2019 gründete Hübner zusammen mit Maria Huber und Jakob Boeckh das Performance- und Musiktheaterkollektiv „the paranormal φeer group“. In diesem und verschiedenen anderen Teamkonstellationen entstanden Arbeiten wie beispielsweise The Navidson Records (Münchener Biennale / Bühnen Bern 2016), Orpheus Moments (Biennale Venedig 2017), Revolutions Per Minute (Gallus Theater Frankfurt 2019), Ødipus REC. (Gare du Nord (Basel) / Tojo Theater Bern 2020), Befriending Ghosts (Volksbühne Berlin / HAU4 @ PAF Berlin 2021), ALICE (Espace K Strasbourg 2021 / Konzerthaus Berlin 2022), Loss of Signal (MS Stubnitz Hamburg / Next Level Essen 2021 / BAM! Berlin 2022), φeerroom (SPARK Köln / Stimme X Hamburg 2022), Ja, ich bin da im Shantychor! (Schwankhalle Bremen 2022), Yes! Yes! Yes! (HELLERAU 2023), MASSEN (Kunsthalle Bielefeld 2024). Mit der Albumproduktion n.o.t.i.o.n.s (2023) und dem Live-Programm Back on Stage (2024) entstand eine Composer-Performer-Praxis auf Instrumenten, die Eloain Lovis Hübner im klassischen Sinne „nicht spielen“ kann.
Eloain Lovis Hübner erhielt zahlreiche Preise und Auszeichnungen. Hübner lebt in Berlin.

## Auszeichnungen
- 2018: Kompositionspreis der Landeshauptstadt Stuttgart[1]
- 2019: Aufenthaltsstipendium in der Villa Aurora Los Angeles[2]
- 2019/20: Aufenthaltsstipendium in der Cité Internationale des Arts Paris[3]
- 2020: Bremer Komponistenpreis[4]
- 2022: GEMA Musikautor:innenpreis[5]
- 2022/23: Aufenthaltsstipendium für den Künstlerhof Schreyahn[6]

## Werkverzeichnis (Auswahl)
(Quelle: )

### Solowerke
- Gestalt und Zersetzung 1 für Akkordeon (2020/21)
- Gestaltung und Zersetzung 3 für Basstuba, Audiozuspielung (2021)
- Vier kurze Stücke für erweiterte Posaune für Posaune mit Erweiterungen/Präparationen und Verstärkung (2022)

### Kammermusik
- la désolation für Blechbläserquintett (2017)
- Masse und Bewegung 0 für Altflöte, Bassklarinette, Schlagzeug, Klavier, E-Gitarre, Violine, Violoncello (2018–20/22)
- Masse und Bewegung 4 für acht Spieler:innen mit Klangobjekten (2020)
- Trauma und Zwischenraum 1 für Blockflöten, Flöten, präparierte Harfe, präpariertes Cembalo (2020)
- Gestalt und Zersetzung 2 für Altflöte, Viola (2020/21)
- Trauma und Zwischenraum 3 für Akkordeon, Schlagzeug/Objekte, E-Gitarre/Synthesizer (2021)
- Trauma und Zwischenraum 2 für Streichquartett mit Präparationen und zusätzlichen Klangerzeugern (2021)
- crunch modes 2.0 für Blockflöten, Darbuka, Cembalo/Synthesizer, Barockvioline, Viola da gamba, Geräuschmacher:innen, Zuspiel (2023)

### Ensemble
- Drei Menschen, im Hintergrund Hochhäuser und Palmen und links das Meer für großes Ensemble (1-1-2-1, 1-1-1-0, Klav, Keyb, 2 Schlgz, Streicher: 2-1-2-1), 4 Sprecher:innen, Zuspielung, Live-Elektronik (2016/17, rev. 2018)
- Masse und Bewegung 1 für Ensemble (Fl, Ob, Klar, Fg, Hr, Trp, Pos, Schlgz, Klav, 2 Vl, Vla, Vc, Kb) (2018/19)
- Masse und Bewegung 3 für Klarinette, Saxophon, Fagott, Trompete, Posaune, Schlagzeug, Klavier, Harfe, Akkordeon, Violine, Viola, Kontrabass, Solo-Dirigent:in (2019/20)
- Masse und Bewegung 6 „KANON“ für Orgel, Schlagzeug, Kontrabass, Kammerorchester (1-1-1-sax-0, 0-2-0-0, 2 pno, 2-2-2-0-0) in zwei Gruppen (2022)
- crunch modes 1.0 für Ensemble (Bassflöte, Klarinette, Sopransaxophon, Schlagzeug, Klavier, E-Gitarre, Violine, Viola, Violoncello, Kontrabass), Klangobjekte, Verstärkung, Live-Elektronik (2023)
- Masse und Bewegung 7 für Flöte (auch Piccolo, Bassflöte), Klarinette in b (auch Klarinette in es, Bassklarinette), E-Gitarre, Violine, Violoncello, E-Piano, zwei Orgeln, Truhenorgel (2024)

### Orchester
- Masse und Bewegung 2 für großes Orchester (3-3-3-3, 4-3-3-1, Hfe, Pk, 3 Schlgz, Klav, Streicher: 10-10-10-8-6) (2017–20)
- Masse und Bewegung 5 „QUARTETT“ für Orchester (2-2-2-1, 3-2-0-1, 3 Perk, Hfe, Streicher:4-0-4-3-2) in vier Gruppen (2020)
- ostufer // pizza nicht unter der woche für Sopran, Orchester (3-2-3-2, 4-3-3-1, Pk, 2 Perk, Streicher: 8-6-6-4-4) (2023)

### Vokalmusik
- Mehrfachbelichtete Melodramen für Stimme, Audiozuspielung, Live-Elektronik, optionales Video (2016/17)
- Ostufer: Wohnblock IV – Liederzyklus auf Texte von Raphael Jacobs für Stimme, Klavier (2020/22)
- [untitled] für sechs Stimmen (S/S/Mez/T/Bar/B) (2021)
- Selbstorganisationen für acht Stimmen (2023)
- deckung (versuch 1) für zehn Stimmen (4 Sopran, 3 Alt, 2 Tenor, Bass), Elektronik (live und aufgezeichnet) (2024)
- deckung (versuch 2) – [Natur ruft leise, doch wir sind ein Chor] für fünf Solo-Sprecher:innen, Gemischten Chor (2024)
- oh children of aphrodite / o rubor sanguinis – Text von Raphael Jacobs, für Violoncello, Singstimme (Sopran), Singstimme (Bariton), Gemischter Chor, Orgelpositiv (2024)

### Musiktheater
- opera, opera, opera! revenants and revolutions – Oper auf ein Libretto von Thomas Köck für Countertenor, Kindersopran, Tenor, Bass, 2-stimmigen Kinderchor, 8-stimmigen gemischten Chor, Orchester, Audiozuspielung, Live-Elektronik (2017–2020)
- Yes, Yes, Yes! Die Fernsehshow – Musiktheater von Eloain Lovis Hübner (Komposition, Konzept), Friedrich Hausen (Text, Konzept) und Sebastian Hanusa (Dramaturgie, Konzept) für Jugendchor, Konzertchor, Vokalsolist:innen-Ensemble, Moderator:in und Expert:innen-Gremium (2021–23)
- MASSEN für Flöte, Saxophone, Viola, Violoncello, Keyboard, Performance und Multimedia (2024)

## CDs/Alben
- Lied mit Chor: Nachtigall mit Melodei. Auf: Decoder Ensemble – BIG DATA, WERGO 2019 (WER 00846).
- Digitales Album n.o.t.i.o.n.s. Eloain Lovis Hübner (Korg MS-20 Mini, E-Gitarre, Violine, Klarinette, Posaune, Akkordeon, Feldaufnahme), veröffentlicht auf Bandcamp April 2023.
- Vier kurze Stücke für erweiterte Posaune. Auf: Encounter – Works for trombone, Mikael Rudolfsson (Posaune), NEOS 2024 (NEOS 12406).

## Schriften (Auswahl)
- Der neue Wille zur Kollaboration. Potenziale eines gemeinschaftlichen Neudenkens künstlerischer Kreation. In: Neue Zeitschrift für Musik 182 (2021), S. 10–15.
- „Die langwierige Methode des Ausdiskutierens“. Kommunikative und kollektive Arbeit im Musiktheater. In: Verflechtungen: Musik und Sprache in der Gegenwart, Institut für Neue Musik und Musikerziehung, 74. Frühjahrstagung 2021 (Online), Schott, Mainz 2022, S. 37–43.
- Queer(ing) Environments. Räume bauen, Posaunen zerlegen und Shanties singen. In: MusikTexte 176 (2023), S. 5–12.
- Her mit dem guten* Musiktheater. In: Schnee von morgen. Statements zum Musiktheater der Zukunft, hg. v. Marion Hirte, Daniel Ott, Manos Tsangaris und Malte Ubenauf, Wolke, Hofheim 2024, S. 37–41.